# Steve Bozek
Steven Michael „Steve“ Bozek (* 26. November 1960 in Kelowna, British Columbia) ist ein ehemaliger kanadischer Eishockeyspieler, der im Verlauf seiner aktiven Karriere zwischen 1978 und 1993 unter anderem 699 Spiele für die Los Angeles Kings, Calgary Flames, St. Louis Blues, Vancouver Canucks und San Jose Sharks in der National Hockey League auf der Position des linken Flügelstürmers bestritten hat. Seinen größten Karriereerfolg feierte Bozek im Trikot der kanadischen Nationalmannschaft mit dem Gewinn der Silbermedaille bei der Weltmeisterschaft 1991.

## Karriere
Bozek spielte zunächst drei Jahre von 1978 bis 1981 an der Northern Michigan University. Dort wurde der linke Flügelspieler in seinem letzten Jahr in drei Auswahlmannschaften gewählt. Bereits im Jahr zuvor war er im NHL Entry Draft 1980 von den Los Angeles Kings in der dritten Runde an 52. Stelle ausgewählt worden.
Zur Saison 1981/82 wechselte Bozek in die National Hockey League und spielte zwei Spielzeiten lang für die Los Angeles Kings, ehe ihn diese im Sommer 1983, nach einer für Bozek schwachen Saison, zu den Calgary Flames transferierten. Im Tausch wechselten Kevin LaVallée und Carl Mokosak in die kanadische Metropole. In Calgary blieb der Kanadier fünf Jahre lang, wurde aber dann im März 1988 gemeinsam mit Brett Hull zu den St. Louis Blues abgegeben. Für die Blues bestritt Bozek nur sieben Spiele und wurde bereits zur darauffolgenden Spielzeit 1988/89 nach Vancouver geschickt. Bei den Canucks verblieb er drei Jahre lang, bevor er im Sommer 1991 einen Vertrag bei den neu gegründeten San Jose Sharks unterschrieb. Nach nur einem Spieljahr wechselte Bozek zum HC Bozen, wo er in der Saison 1992/93 sowie in der folgenden Spielzeit beim HK Olimpija Ljubljana seine Karriere ausklingen ließ.

### International
Für sein Heimatland nahm Bozek an der Weltmeisterschaft 1991 in Finnland teil und gewann dort mit der Mannschaft die Silbermedaille. In acht Turniereinsätzen punktete er zweimal.

## Erfolge und Auszeichnungen
| - 1980 CCHA-Meisterschaft mit der Northern Michigan University - 1980 CCHA First All-Star Team - 1981 CCHA-Meisterschaft mit der Northern Michigan University - 1981 CCHA First All-Star Team | - 1981 NCAA West First All-American Team - 1981 NCAA Championship All-Tournament Team - 1993 Vizemeister der Alpenliga mit dem HC Bozen - 1993 Italienischer Vizemeister mit dem HC Bozen |

### International
- 1991 Silbermedaille bei der Weltmeisterschaft

## Karrierestatistik

### International
Vertrat Kanada bei:
- Weltmeisterschaft 1991

(Legende zur Spielerstatistik: Sp oder GP = absolvierte Spiele; T oder G = erzielte Tore; V oder A = erzielte Assists; Pkt oder Pts = erzielte Scorerpunkte; SM oder PIM = erhaltene Strafminuten; +/− = Plus/Minus-Bilanz; PP = erzielte Überzahltore; SH = erzielte Unterzahltore; GW = erzielte Siegtore; 1 Play-downs/Relegation; Kursiv: Statistik nicht vollständig)